# Mayfair Studios
Mayfair Recording Studios è stato uno studio di registrazione situato a Primrose Hill, a nord di Londra. Lo studio prende il nome da Mayfair, dove fu originariamente fondato negli anni '60. Molti artisti e musicisti famosi come Bucks Fizz, Gary Glitter, Tina Turner, Cliff Richard, The Clash, Pink Floyd, Bee Gees, Blur, Nigel Kennedy e Kroke, e The Smiths hanno registrato musica a Mayfair.
Prima del 1975, lo studio si chiamava Spot Studios ed era proprietà di Ryemuse Ltd; si trovava al 64 di South Molton St, Mayfair, sopra la farmacia. John Hudson  lavorò lì come ingegnere capo entrando nella società dalla BBC Television, dove era impiegato nella trasmissione in diretta di presentazioni per programmi come Jimi Hendrix Color Me Pop e Match of the Day. Durante i primi anni '70, Hudson è stato l'ingegnere di molti dischi di successo prodotti nei Mayfair Studios. È disponibile un elenco dei 30 anni di successi di Mayfair.
Nel 1977, John Hudson e sua moglie Kate hanno assunto la direzione dello studio, acquistando la vecchia azienda nel 1979. Nel 1980, trovarono una nuova sede in Sharpleshall Street, Primrose Hill, dove trasferirono lo studio poiché la proprietà in South Molton Street doveva essere venduta. I nuovi studi sono stati progettati principalmente da Hudson, con il contributo di altri studio designer come Eddie Veale  e Ken Shearer, il consulente acustico per la Royal Albert Hall. Jim Crockett di Crockett Associates ha calcolato e pianificato l'isolamento acustico per lo studio uno e la reception. Inizialmente il nuovo complesso consisteva di soli due studi, ma nel corso dei trenta anni di attività arrivò ad avere fino a sei studi.
Nella prima settimana nella sua nuova sede nell'aprile 1980 c'erano cinque dischi nella classifica della Music Week, che erano stati registrati da Hudson nei vecchi studi di Mayfair. Il successo si trasferì nel nuovo complesso di Primrose Hill. L'attività alla fine si espanse fino a diventare un complesso di 11148 m² che ospita lo Studio 1, lo Studio 2 e lo Studio 3 di Mayfair, nonché tre sale di scrittura/produzione. Queste stanze erano occupate da scrittori, produttori e artisti come Matt Rowe (Spice Girls), il team di scrittura/produzione di Robbie Williams/Guy Chambers e Herbert Grönemeyer, un famoso cantante, attore e compositore tedesco. Nel corso degli anni è stata registrata una lunga lista di dischi di successo è stata da diversi produttori e artisti.
Gli studi chiusero nel dicembre 2008. Un libro intitolato What’s Mayfair Got to Do With It? è stato scritto sui motivi della chiusura.  I motivi sono da attribuire alle compagnie assicurative che non pagavano legittimi reclami, e ad avvocati e commercialisti che non si assumevano le responsabilità richieste.